# SC Kolín
Le SC Kolín est un club de hockey sur glace de Kolín en Tchéquie. Il évolue en 1. liga, deuxième échelon tchèque.

## Historique
Le club est créé en 1934.

## Palmarès
- 1. liga
  - Champion en 1961-1962